# Halophila nipponica
Halophila nipponica är en dybladsväxtart som beskrevs av J.Kuo. Halophila nipponica ingår i släktet Halophila och familjen dybladsväxter. IUCN kategoriserar arten globalt som nära hotad. Inga underarter finns listade.